# HRH1
HRH1 (англ. Histamine receptor H1) – білок, який кодується однойменним геном, розташованим у людей на короткому плечі 3-ї хромосоми.  Довжина поліпептидного ланцюга білка становить 487 амінокислот, а молекулярна маса — 55 784.
| 10         |  | 20         |  | 30         |  | 40         |  | 50         |
| ---------- |  | ---------- |  | ---------- |  | ---------- |  | ---------- |
| MSLPNSSCLL |  | EDKMCEGNKT |  | TMASPQLMPL |  | VVVLSTICLV |  | TVGLNLLVLY |
| AVRSERKLHT |  | VGNLYIVSLS |  | VADLIVGAVV |  | MPMNILYLLM |  | SKWSLGRPLC |
| LFWLSMDYVA |  | STASIFSVFI |  | LCIDRYRSVQ |  | QPLRYLKYRT |  | KTRASATILG |
| AWFLSFLWVI |  | PILGWNHFMQ |  | QTSVRREDKC |  | ETDFYDVTWF |  | KVMTAIINFY |
| LPTLLMLWFY |  | AKIYKAVRQH |  | CQHRELINRS |  | LPSFSEIKLR |  | PENPKGDAKK |
| PGKESPWEVL |  | KRKPKDAGGG |  | SVLKSPSQTP |  | KEMKSPVVFS |  | QEDDREVDKL |
| YCFPLDIVHM |  | QAAAEGSSRD |  | YVAVNRSHGQ |  | LKTDEQGLNT |  | HGASEISEDQ |
| MLGDSQSFSR |  | TDSDTTTETA |  | PGKGKLRSGS |  | NTGLDYIKFT |  | WKRLRSHSRQ |
| YVSGLHMNRE |  | RKAAKQLGFI |  | MAAFILCWIP |  | YFIFFMVIAF |  | CKNCCNEHLH |
| MFTIWLGYIN |  | STLNPLIYPL |  | CNENFKKTFK |  | RILHIRS    |  |            |

A: Аланін

C: Цистеїн

D: Аспарагінова кислота

E: Глутамінова кислота

F: Фенілаланін

G: Гліцин

H: Гістидин

I: Ізолейцин

K: Лізин

L: Лейцин

M: Метіонін

N: Аспарагін

P: Пролін

Q: Глутамін

R: Аргінін

S: Серин

T: Треонін

V: Валін

W: Триптофан

Кодований геном білок за функціями належить до рецепторів, g-білокспряжених рецепторів, білків внутрішньоклітинного сигналінгу, фосфопротеїнів. 
Задіяний у такому біологічному процесі як поліморфізм. 
Локалізований у клітинній мембрані, мембрані.